# 부분격
부분격(部分格, partitive case)은 실체가 비결정적인 대상 또는 그 일부분을 가리킬 때 사용되는 문법적 격의 일종으로, 핀란드어, 사미어 등 일부 언어에서 발견된다.

## 같이 보기
- 격